# Околоядрышковый компартмент
Околоядрышковый компартмент — субъядерная структура, расположенная на периферии ядрышка. Он представляет собой безмембранную ядерную субстанцию, связанную с ядрышком, но структурно отличную от него. Околоядрышковый компартмент имеет неправильную форму с размерами от 0,25 до 4 микрон. Структурно он состоит из нескольких электронно-плотных нитей 80-180 нм, которые образуют сетчатую структуру на поверхности ядрышка.
Эта динамичная структура в больших количествах содержит РНК-связывающие белки, РНК-полимеразу III и множество некодирующих РНК. Структурная стабильность этой структуры зависит от непрерывной транскрипции РНК-полимеразы III и наличия ключевых белков. Околоядрышковый компартмент связан с развитием злокачественных новообразований как in vitro, так и in vivo, и его присутствие положительно коррелирует с способностью образования метастазов, что делает его потенциальным маркером рака.